# N,N'-dietiletilendiamina
La N,N'-dietiletilendiamina, también conocida como N,N'-dietil-1,2-etanodiamina y 1,2-bis(etilamino)etano, es una diamina de fórmula molecular C6H16N2. Es isómera de la hexametilendiamina, pero mientras ésta tiene los dos grupos amino en los extremos, en la N,N'-dietiletilendiamina los dos grupos amino son secundarios. Otro isómero de nombre casi idéntico, la N,N-dietiletilendiamina —nótese la diferencia en el segundo nitrógeno—, contiene un grupo amino primario y otro terciario.

## Propiedades físicas y químicas
La N,N'-dietiletilendiamina es un líquido incoloro o de color amarillo pálido con olor amoniacal.
Tiene su punto de ebullición a 153 °C mientras que su punto de fusión es -16 °C.
Posee una densidad de 0,811 g/cm³, inferior a la del agua. Es soluble en agua (en proporción aproximada de 1 000 g/L), aunque el valor del logaritmo de su coeficiente de reparto, logP = 0,33, evidencia que su solubilidad es mayor en disolventes hidrófobos que en disolventes hidrófilos. En estado gaseoso, su densidad es cuatro veces mayor que la del aire.
Es un compuesto incompatible con ácidos, cloruros de ácido, anhídridos ácidos y agentes oxidantes fuertes. Absorbe y reacciona con el dióxido de carbono del aire.

## Síntesis y usos
La N,N'-dietiletilendiamina se puede obtener a partir de la N,N-dietil-N,N'-etanodiyl-bis-tolueno-4-sulfonamida.
Otra vía de síntesis consiste en hacer reaccionar etilamina con 1,2-bromoetano, lo que rinde diversas etilendiaminas N,N'-disustituidas, entre ellas N,N'-dietiletilendiamina, 1,4-dietilpiperazina y N,N',N'',N'''-tetraetiltrietilentetramina.
También se puede sintetizar por oxidación anódica de un derivado de la etilendiamina —N,N,N',N'-tetraetiletilendiamina— en una disolución de metanol-agua con perclorato e hidróxido sódico.
En cuanto a sus aplicaciones, este compuesto se usa como estándar interno en cromatografía líquida para el análisis de etambutol en suero. También se ha utilizado para la solvatación de hexametildisilazida de litio.
Actúa como ligando formando complejos de coordinación como el trans-diaquabis(N,N'-dietiletilenidiamina)cloruro de níquel(II) y cobre(II)-N,N-dietiletilendiamina, que presentan propiedades termocrómicas. Asimismo es un producto intermedio en la fabricación de productos farmacéuticos.

## Precauciones
Esta diamina es combustible y al arder puede desprender gases tóxicos. Alcanza el punto de inflamabilidad a los 33 °C y su temperatura de autoignición es de 245 °C. Sus vapores pueden formar mezclas explosivas con el aire.
Es un compuesto corrosivo que, en contacto con piel u ojos, puede provocar quemaduras severas.